# Route nationale 304
Pour les articles homonymes, voir Route 304.
Anciennement RN104 (avec un tronçon correspondant à l'ancienne N 86G), la route nationale 304, ou RN304, est une route nationale française reliant Aubenas à Privas ainsi qu'au Pouzin et Loriol-sur-Drôme. La numérotation RN 104 entre Aubenas et le Pouzin, en conflit avec celle de la Francilienne pendant des années, ne disparut d'ailleurs que tardivement.
La distance totale de cette route est de 46 km et connecte les monts d'Ardèche à la vallée du Rhône, ses points culminants sont au col de l'Escrinet à 787 mètres et au col de l'Arénier à 682 mètres tous deux offrant de magnifiques points de vue.
L'application du décret du 5 décembre 2005 a entraîné le déclassement de cette route en départementale. La RN 304 est renommée RD 104 dans l'Ardèche et RD 104N dans la Drôme.
Autrefois, la RN 4 partait de Châlons-en-Champagne pour rejoindre Vitry-le-François puis suivre son tracé actuel vers l'est. La section Esternay-Vitry-le-François appartenait à la RN 34 alors que la section Paris-Esternay était numérotée RN 304. La RN 304 ancienne version disparut lorsque la RN 4 eut son origine reportée à Paris.

## Ancien tracé de Paris à Esternay
- Paris Porte de Bercy
- Charenton-le-Pont
- Saint-Maurice
- Joinville-le-Pont
- Champigny-sur-Marne
- Pince Vent (Commune d'Ormesson-sur-Marne)
- Ozoir-la-Ferrière
- Gretz-Armainvilliers
- Tournan-en-Brie
- Fontenay-Trésigny
- Rozay-en-Brie
- Vaudoy-en-Brie
- Beton-Bazoches
- Montceaux-lès-Provins
- Courgivaux
- Esternay

## Circulation
Du fait de l'absence totale de déviation à Privas, la RN 304 connaissait fréquemment des embouteillages aux heures d'entrées et de sorties des bureaux.